# Research Consortium on Nearby Stars
Research Consortium on Nearby Stars (RECONS) é um projeto cujo objetivo é o estudo das estrelas mais próximas do Sistema Solar, mais precisamente, aquelas localizadas a menos de 10 parsec (ou 32,6 anos-luz). O projeto descobriu várias anãs brancas e anãs vermelhas, incluindo GJ 1061 em 1997, que, localizado a 11,9 anos-luz do Sistema Solar, é a vigésima estrela mais próxima da última, bem como precisamente calculou pela primeira vez a distância de DEN 0255-477 com o Sistema Solar, que, a 16,2 anos-luz, é a anã castanha mais próxima da Terra. Em novembro de 2006, RECONS anunciou que havia descoberto 20 novos sistemas estelares a menos de 10 parsecs do Sistema Solar, além dos oito descobertos entre 2000 e 2005.